# Temporada 1940-1941 del Club Joventut Badalona
La temporada 1940-1941 va ser la 2a temporada en actiu del Club Joventut Badalona des que va començar a competir de manera oficial. En aquesta segona temporada es va proclamar campió de la segona categoria del Campionat de Catalunya, assolint l'ascens a la primera.

## Resultats
Campionat de Catalunya
La Penya va assolir l'ascens a la màxima categoria del Campionat de Catalunya en quedar primer classificat de la seva categoria amb 24 punts, 4 punts més que el CD Sabadell, segon.
Copa General Orgaz
A vuitens de final de la Copa General Orgaz es va eliminar el BIM guanyant els dos partits, amb un global de 84-67, i a quarts de final es va derrotar per primera vegada l'Espanyol, amb un global de 43 a 34. A semifinals també es va derrotar un gran de l'època, el Laietà. Es va perdre la final davant el CD Manresa per 20 a 21.
Copa Badalona
A la Copa Badalona, competició organitzada pel club, van quedar eliminats en semifinals davant el CB Hospitalet (28-30).

## Plantilla
La plantilla del Joventut aquesta temporada va ser la següent:
| Club Joventut Badalona: plantilla 1940-41 |
| Jugadors                                  |
| Valls                                     |
| Baró                                      |
| Vicenç Lleal                              |
| Enric Compte                              |
| Llopes                                    |
| Petit                                     |
| Lluís Antoja                              |
| Josep Gubern                              |
| Oliver                                    |
| Entrenador                                |
| Xavier Estruch                            |